# Radio Gloria
Radio Gloria  ist ein privater Hörfunksender in der Schweiz, der sich ausdrücklich am Lehramt der römisch-katholischen Kirche orientiert.

## Programmausrichtung
Radio Gloria will nicht nur Katholiken ansprechen, sondern auch jene, die der Kirche fern stehen. Für sein Programm arbeitet Radio Gloria mit anderen katholischen Medien zusammen. Zu den Eigenproduktionen kommen Übernahmen von Sendungen von Radio Horeb, Radio Vatikan, K-TV und Kirche in Not. Für den Nachrichtenteil übernimmt Radio Gloria auch Meldungen der katholischen NetZeitung kath.net.

## Geschichte
Radio Gloria sendete zum ersten Mal anlässlich des Besuches von Papst Johannes Paul II. in der Schweiz am 1. Juni 2004 für einen Monat auf zwei UKW-Frequenzen. Ausserdem wurde das Programm über lokale Kabelnetze verbreitet. Das erste Sendestudio befand sich im Kapuzinerinnenkloster Gerlisberg oberhalb der Stadt Luzern.
Da es nicht möglich war, eine Dauerkonzession für den Sendebetrieb auf UKW zu erhalten, sendete Radio Gloria in den Folgejahren mit einer Konzession für eine Radio-Kurzveranstaltung während je 30 Tagen von verschiedenen Orten in der Zentralschweiz.
Im Dezember 2007 konnte das Radio ein permanentes Studio im Kloster Baldegg beziehen. Zu den Sendungen über UKW und Kabelnetze kam ein Internet-Livestream hinzu. Ab dem Jahr 2008 sendet Radio Gloria ein Ganzjahresprogramm auf Astra digital Satellit (19,2 Grad Ost), schweizweit im Kabelnetz und im Internet. Seit 2016 wird das Programm auch auf DAB+ übertragen. Radio Gloria nutzt auch weiterhin die Möglichkeit, etwa in jährlichen Abständen für 30 Tage eine Konzession für Radio-Kurzveranstaltungen zu lösen, um auf UKW senden zu können.